# Jean Schalit
Jean Schalit est un journaliste, homme de presse et écrivain français né le 7 juillet 1936 à Boulogne-Billancourt et mort le 13 octobre 2020 à Lanrivain (Côtes-d'Armor),.

## Biographie
Jean Schalit est né dans une famille juive. Son père, Henri Schalit, grand éditorialiste du quotidien économique L'Information, dirigera après la guerre le magazine Sciences et voyages. Sa mère appartient à la famille des frères Offenstadt, éditeurs notamment, dans les années 1920-1930 de Bibi Fricotin, Fillette, Les Pieds nickelés, etc. L'oncle de Jean est le PDG de la « Société parisienne d’édition ». 

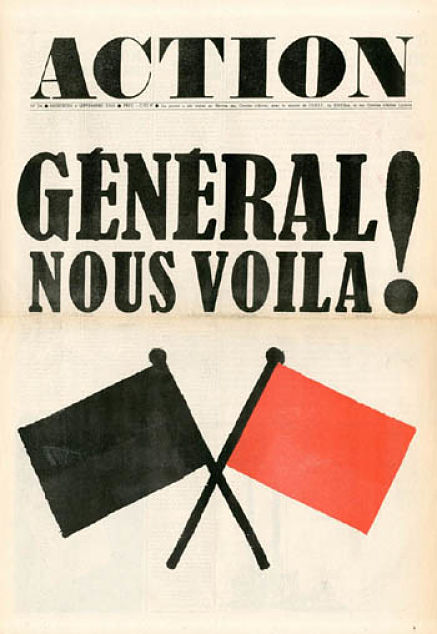
Couverture d'un numéro du journal Action animé notamment par le Mouvement du 22 Mars, l’Union nationale des étudiants de France (UNEF) et les comités d'action lycéens.

Jean Schalit commence à travailler dans le monde de la presse et de l'édition, en rénovant au début des années 1960 la revue Clarté, à laquelle participent notamment Serge July, Bernard Kouchner, Pierre Kahn, Michel-Antoine Burnier, et qui est l'organe de presse de l'Union des étudiants communistes (UEC) dont Schalit est l'un des dirigeants, au sein du Parti communiste français (PCF). En 1966, alors qu'il est l'un des animateurs du « Comité d'action contre la guerre au Vietnam », il est exclu du Parti communiste pour avoir participé à l'organisation du meeting « Six heures pour le Vietnam » avec d'autres opposants internes du PCF.
En mai 1968, lorsque commencent les mobilisations, Jean Schalit, dès le début du mois (le 4 mai), propose à l'« état-major » étudiant (l'UNEF, la JCR, le Mouvement du 22 Mars) la création d'un journal. L'idée est acceptée. Schalit travaille avec des camarades exclus comme lui de l'UEC, et ensemble, ils fondent Action, journal militant dont le premier numéro sort le 7 mai 1968. Après la fin du mouvement, le journal disparait en juin 1969.
Jean Schalit travaille alors pour des agences de publicité, notamment chez l'éditeur Delpire et comme directeur de création pour l'agence de communication McCann-Erickson (en). Au début des années 1980, il est aux côtés de Jean-François Bizot pour repenser le magazine Actuel, dont il est ensuite le rédacteur en chef pendant trois ans.
Dans les années qui suivent, il participe à plusieurs projets de presse qui n'aboutissent pas, Le Monde illustré, Le Grand Paris, Numéro 1.
En 1988, il part au Royaume-Uni accompagné de quelques amis dont Emile Laugier (qui deviendra rédacteur en chef à Actuel de 1992 à 1994) et Jean Cavé (futur rédacteur en chef au Journal du dimanche et à Paris Match). Ils rejoignent le magazine The European alors en création. Il y croise entre autres Roger Faligot ou Peter Ustinov qui participent aussi à la naissance de l'hebdomadaire. Peu après le lancement du magazine en 1990, il revient en France pour créer le quotidien La Truffe (Karl Zéro participe alors au projet). Le journal est un échec et ne passe pas son premier mois. Ruiné, Jean Schalit crée alors la société JSI (Jean Schalit Infographie), spécialisée dans l'infographie et la production d'images, qui est une réussite industrielle.
Au début des années 2000, Jean Schalit devient auteur d'ouvrages pour la jeunesse, en créant chez Gallimard Jeunesse la collection « Professeur Gamberge – Giboulées ».
En 1973 il achète le manoir (une ruine du XVIIe siècle) et le jardin du Grand Launay (alors en friche) en Lanrivain et les restaure, en faisant notamment un jardin remarquable. 
En 2011, il devient président et directeur du festival Lieux Mouvants. une manifestation culturelle inter-disciplines (jardiniers, plasticiens, écrivains, musiciens, chorégraphes, chercheurs, historiens), organisée chaque été, dans des lieux naturels du Centre Bretagne, notamment au village de Saint-Antoine en Lanrivain,.

## Publications

### Collection «Professeur Gamberge – Giboulées», Gallimard Jeunesse
Texte : Jean Schalit ; illustrateur : Karim Friha ; scénariste : Jean Marabelh :
- Professeur Gamberge, 2010
- À quoi sert l'Union européenne ?  , 2010
- Les Canadair, comment ça marche ? , 2010
- La crise économique, qu'est-ce que c'est ? , 2010
- Pourquoi les dinosaures ont-ils disparu ? , 2010
- Pourquoi, quand et comment paye-t-on des impôts ? , 2010
- Pourquoi y a-t-il de la violence sur les stades ? , 2010
- Pourquoi y a-t-il des chiens qui attaquent des gens ? , 2010
- Pourquoi y a-t-il des clandestins ? , 2010
- Qu'est-ce que l'effet de serre ? , 2010
- Qu'est-ce qu'un tsunami ? , 2010
- Y a-t-il une vie ailleurs que sur la terre ? , 2010
- Pourquoi Israéliens et Palestiniens se font-ils la guerre ? , 2010
- Pourquoi les champions gagnent autant d'argent ?, 2011
- À quoi ça sert de voter ? , 2011
- À quoi ça sert, les banques ? , 2011
- C'est quoi être raciste ? , 2011
- C'est quoi, le piratage sur Internet ? , 2011
- Est-ce que la Chine va devenir aussi puissante que les États-Unis ? , 2011
- C'est quoi, un paradis fiscal ? , 2012
- Comment et pourquoi on rêve ? , 2012

### Source
- Jean Schalit, « L'itinéraire d'un touche-à-tout de la presse. Entretien avec Jean Schalit (par André Gattolin et Thierry Lefebvre) », MédiaMorphoses, vol. 4, n° 1, 2008, p. 42-47.